# Gokenin
Gokenin (japonsky: 御家人) je termín, kterým byli označováni přímí vazalové šóguna v období Kamakura. Nutnou podmínkou pro získání statutu vazala byl vojenský stav a držba půdy. Nejprve tento dědičný statut uděloval přímo Joritomo Minamoto a za jeho vlády dosáhl počet vazalů asi 2000.
Význam tohoto slova během jednotlivých období silně kolísal. V období Muromači například gokenin znamenal pouze válečníka a přímí vazalové šóguna byli nazýváni hókóšú (奉公衆). V období Sengoku byli zase takto pojmenováváni vysoce postavení vazalové daimjóů. V období Edo došlo k další významové změně, tentokráte tak byli označeni nejníže postavení přímí vazalové šógunů z klanu Tokugawa, kdežto výše postavení byli jmenováni titulem hatamoto.